# Nikolaus von Halem
Nikolaus Christoph von Halem (15. března 1905, Schwetz – 9. října 1944, Věznice Brandenburg-Görden) byl německý právník, podnikatel a antifašistický odbojář známý díky plánování atentátu na Adolfa Hitlera. Pocházel ze šlechtického rodu Halemů.

## Životopis

### Mládí a studia
Nikolaus von Halem se narodil ve městě Schwetz ve Východním Prusku (dnes polské město Świecie). Byl čtvrtým dítětem pruského úředníka Gustava Adolfa von Halema a jeho ženy Herthy von Halem (roz. Tiedemannové). Nikolaus byl vzděláván doma, později nastoupil na gymnázium ve Schwetzu. Během první světové války se rodina přestěhovala do Berlína. Poté navštěvoval protestantskou klášterní školu v Roßleben. Po jejím ukončení nastoupil v březnu 1922 na Univerzitu Georga Augusta v Göttingenu na studium práv. Během studia vstoupil do křesťanského studentského spolku Saxo-Borussia Heidelberg, nicméně byl vyloučen pro opilství.
V roce 1931 školu úspěšně dokončil a v tom samém roce se oženil s Marií Garbe, se kterou měl později dvě děti.

### Před rokem 1933
Po ukončení studií vstoupil do krajně pravicové polovojenské jednotky Schwarze Reichswehr. Zapojil se též do pochodu na Mnichov a pivnicového puče 9. listopadu 1923. Později se však od stoupající nacistické ideologie distancoval. Okolo roku 1930 se stal aktivním v konzervativně katolických kruzích kolem Carla von Jordanse v Berlíně. Cílem tohoto hnutí bylo zabránit nacistům dostat se k moci. Navázal tak kontakty s dalšími odpůrci nacistů (například Karl Ludwig Freiherr von und zu Guttenberg a Henning von Tresckow).

### Po roce 1933
Několik měsíců po zvolení Adolfa Hitlera říšským kancléřem v lednu 1933 Halem opustil své právnické povolání, aby nemusel přísahat věrnost Adolfu Hitlerovi. V roce 1934 po Noci dlouhých nožů, se Halem podílel na spiknutí s cílem zavraždit Hitlera. Spolupracoval s Beppo Römerem, nicméně Römer byl zatčen a uvězněn v koncentračním táboře Dachau. Již v roce 1935, pod vlivem Ernsta Niekische a Carla von Jordanse, dospěl k tomu, že zabití Adolfa Hitlera je nutné k předejití katastrofy.
V roce 1936 působil jako úředník říšského komisaře Carla Friedricha Goerdelera. V roce 1938 působil Halem jako prostředník protinacistických skupin v Rakousku se svým přítelem Wilhelmem von Kettelerem. Během anšlusu Rakouska se ukryl v Československu, aby byl v bezpečí před zatčením Gestapem.
Po invazi do Polska znovu obnovil kontakt s Römerem a půjčil mu peníze na najmutí vraha Adolfa Hitlera. Roku 1940 získal práci jako vedoucí správy zboží firmy Graf-Ballestremschen, pravděpodobně díky svému příteli Hubertu von Ballestremovi. Tato aktivita mu sloužila hlavně pro maskování plánů na atentát. Využíval služební cesty do zahraničí k navazování kontaktů s politickými kruhy kritickými vůči nacistům ve světě.

### Zatčení a poprava
V roce 1941 Halem přerušil kontakt s Römerem, který sice souhlasil s plánem atentátu, akce ovšem stála na místě. Na začátku roku 1942 byl Römer zatčen Gestapem a pod mučením prozradil plán atentátu. Odmítal však prozradit jména svých spolupracovníků. Situace se nezměnila ani po mučení v mnoha německých věznicích a koncentračních táborech.
V červnu 1944, krátce před pokusem o státní převrat 20. července, byl Halem obviněn lidovým soudem z velezrady a podkopání válečného úsilí. Byl odsouzen k trestu smrti a popraven gilotinou ve věznici Brandenburg-Görden dne 9. října 1944.

## Připomínky

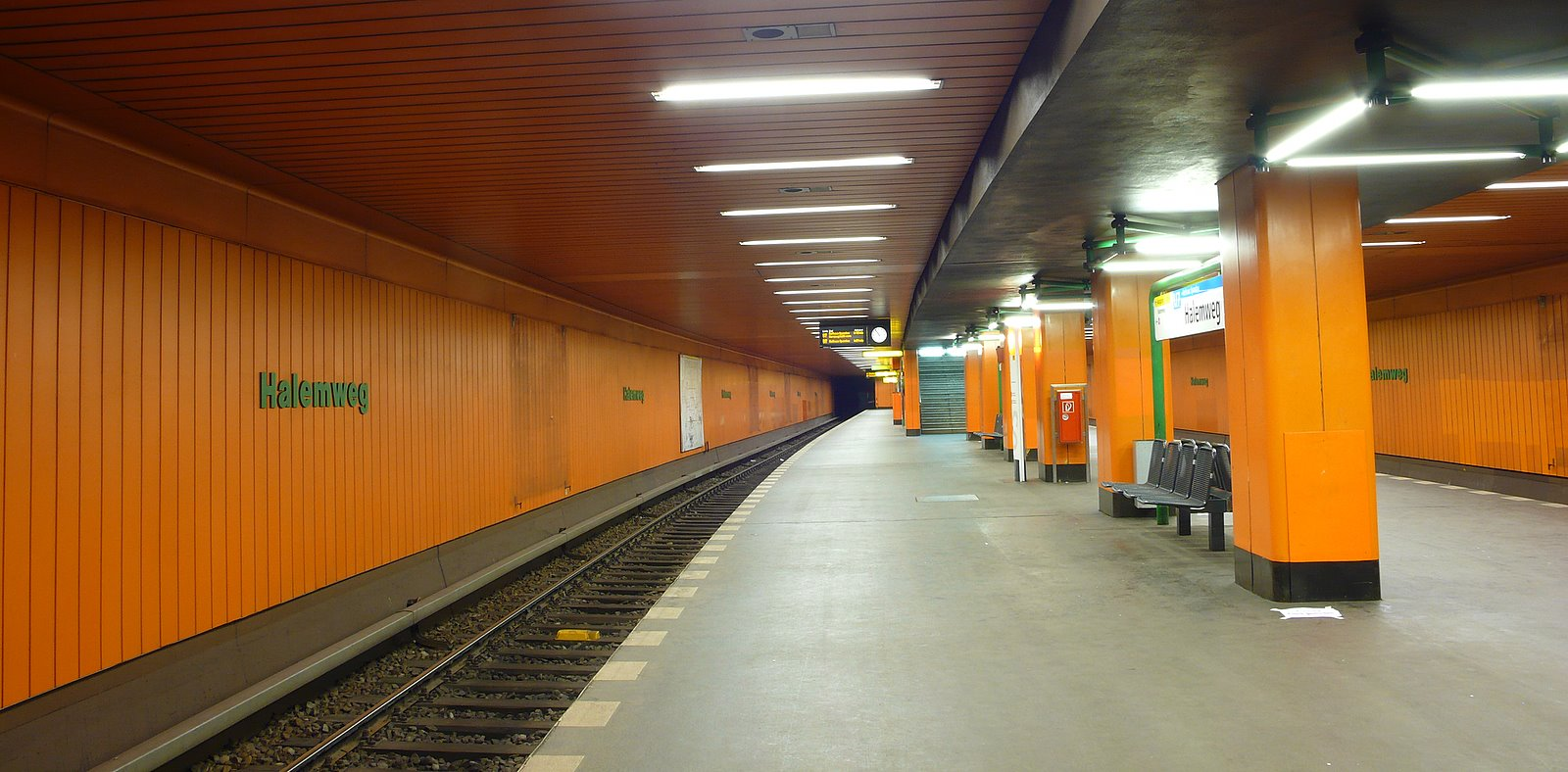
Zastávka U-Bahn nesoucí jméno Nikolase von Halema

V blízkosti vězení Plötzensee byla podle něj pojmenována ulice Halemweg a stanice U-bahnu Halemweg. V září 2010 zde byla instalována pamětní deska. V Braniborsku je po něm pojmenována ulice Nikolaus-von-Halem-Straße.

## Rodina
Halem se oženil s Marií (Marichen) Garbe roku 1931. Pár měl dvě děti:
- Friedrich (9. dubna 1933, Naumburg – 8. března 2003, Mnichov)
- Wilhelm (*20. února 1941)

Jeho vnučkou je německá politička Marie Luise von Halem.